# Signs of Infinite Power
Signs of Infinite Power è il decimo album in studio del gruppo musicale stoner rock statunitense Fu Manchu, pubblicato nel 2009.

## Tracce
1. Bionic Astronautics – 3:44
2. Steel.Beast.Defeated – 3:48
3. Against the Ground – 3:20
4. Webfoot Witch Hat – 4:32
5. El Busta – 3:18
6. Signs of Infinite Power – 4:11
7. Eyes x 10 – 2:22
8. Gargantuan March – 3:41
9. Take It Away – 3:20
10. One Step Too Far – 2:13

## Formazione
- Scott Hill - voce, chitarra
- Bob Balch - chitarra
- Brad Davis - basso, theremin
- Scott Reeder - batteria